# Kamil Čontofalský
Kamil Čontofalský (Pozsony, 1978. június 3. –) profi szlovák labdarúgó, posztja kapus. Jelenleg a Tampa Bay Rowdies játékosa. 2009-ig a szlovák válogatott tagja volt.

## Karrierje
Profi pályafutását a szlovák 1. FC Košicében kezdte, 1997-ben. 1999-ben klubot és országot váltott, a cseh Bohemians Praha csapatához igazolt. Négy csehországi év után került Oroszországba, a Zenyithez. 2002-től 2009-ig szerepelt a szlovák válogatottban.
2000-ben részt vett a nyári olimpiai játékokon.